# Американо-мексиканская война
Американо-мексиканская война (англ. Mexican-American War; исп. Intervención estadounidense en México, Guerra Estados Unidos-México) — военный конфликт между США и Мексикой в 1846—1848 годах. В Мексике эти события называют  Интервенцией Соединённых Штатов (а также Войной 47-го года), а в США они известны как Мексиканская война.
Война явилась результатом территориальных споров между Мексикой и США после присоединения Техаса к Соединённым Штатам Америки в 1845 году. Хотя Техас провозгласил свою независимость от Мексики ещё в 1836 году, техасцы с оружием в руках отстояли её и добились международного признания, мексиканское правительство последовательно отказывалось признать независимость Техаса, продолжая рассматривать его как свою мятежную территорию.
В конечном счёте Мексика согласилась признать независимость Техаса, но лишь после того, как его вхождение в состав США стало свершившимся фактом, однако при этом настаивала на том, что Техас должен развиваться как независимое государство, а не быть частью США.
Непосредственным поводом для начала войны стали споры между Мексикой и Техасом за территорию между реками Нуэсес и Рио-Гранде: США настаивали, что указанная территория вошла в их состав вместе с Техасом, в то время как Мексика утверждала, что эти земли никогда не были частью Техаса и, соответственно, всегда оставались и будут оставаться частью Мексики.
Присоединение Техаса и начало войны с Мексикой вызвали неоднозначную реакцию общественности в США: войну поддержало большинство демократов и отвергло большинство вигов. В Мексике все партии считали войну делом национальной гордости.
Наиболее важными последствиями войны были обширные территориальные потери Мексики, составившие около 55 % государственной территории, в результате которых Соединённым Штатам Америки были отданы Верхняя Калифорния и Новая Мексика — земли современных штатов Калифорния, Нью-Мексико, Аризона, Невада и Юта. Американские политики провели несколько лет, напряжённо обсуждая рабовладение на новых территориях, и, наконец, решились на Компромисс 1850 года (только Калифорния была признана штатом, свободным от рабства). В Мексике утрата огромной территории стимулировала правительство определить политику колонизации северных районов как средство предотвращения дальнейших потерь.

## Предыстория
До американо-мексиканской войны земли Верхней Калифорнии и Новой Мексики уже были хорошо известны американским охотникам, исследователям и торговцам, которые часто пользовались «тропой Санта-Фе», связывающей Миссури и Санта-Фе, и «Калифорнийской тропой»; американские суда обменивали товары на шкуры и сало вдоль побережья Калифорнии. Все эти земли на протяжении 25 лет перед войной были суверенной территорией независимой Централистской Республики Мексика, а до того — частью испанской колонии Новая Испания.
В годы, последовавшие за покупкой Луизианы Соединёнными Штатами, американские поселенцы начали двигаться на Запад, на испанскую территорию, поощряемые отчасти предоставлением испанских земель и отчасти американским правительством. Когда Мексика получила контроль над этими территориями, переселение на запад продолжалось. По ряду причин у мексиканского правительства складывались сложные и часто конфликтные отношения с первыми поселенцами, отчасти из-за того, что переселенцы были в основном протестантами в официально католической Мексике. Когда Мексика отменила рабовладение, некоторые иммигранты из США отказались соблюдать этот закон. Поселенцы выражали недовольство стесняющим их политическим и экономическим управлением территорией, осуществляемым мексиканским центральным правительством, что привело к Техасской революции.
Новое мексиканское правительство, ослабленное и фактически обанкротившееся после Мексиканской войны за независимость, испытывало трудности в управлении своими отдалёнными и малозаселёнными территориями на севере в сотнях миль от Мехико — столицы государства.

### Республика Техас
В результате успешной войны 1836 года Техас после поражения и захвата в плен Антонио Лопеса де Санта-Анны добился фактической независимости и вывода мексиканской армии. Однако, Мексика никогда не признавала ни потери Техаса, ни независимости Республики Техас, поскольку подписавший Веласкские договоры Санта-Анна на тот момент (май 1936 года) уже более года как не являлся президентом Мексики и полномочий на подписание соответствующих договоров не имел.
За десятилетие, прошедшее после войны, Техас получил ограниченное признание в мире, установив дипломатические связи с Великобританией, США и некоторыми другими государствами. Большинство техасцев приветствовали присоединение республики к Соединённым Штатам, но администрация Джексона не сразу признала независимость Техаса, не желая становиться на чью-либо сторону в мексиканско-техасском конфликте. Только 4 марта 1837 Джексон решился признать Техас. Джексон и его преемник Ван Бюрен не пошли на присоединение Техаса, не желая конфликтовать с Мексикой, а затем эта идея потеряла популярность и в США, и в Техасе.
О планах присоединения вспомнили в 1843 году по инициативе президента Тайлера. Он заключил с Техасом секретное соглашение о присоединении, но Конгресс США отверг его в июне 1844 года. После победы Джеймса Полка на президентских выборах 1844 года было решено снова попытаться реализовать проект посредством совместной резолюции Конгресса. 27 февраля 1845 года после ожесточённых споров Конгресс принял резолюцию о присоединении Техаса. Сенат принял резолюцию большинством в 27 голосов против 25. 1 марта 1845 года президент Тайлер подписал резолюцию и она вступила в силу.

### Военная оккупация Техаса
Присоединение Техаса поставило американское правительство перед необходимостью принять меры по охране нового штата от набегов индейцев и оборонять его от возможного мексиканского вторжения. Ближайшим к Техасу департаментом был 1-й Военный департамент под командованием генерала Закари Тейлора (с штабом в Форт-Джесап). 28 мая 1845 года Тейлор получил от Военного Департамента приказ собрать все свои доступные войска и быть готовым перебросить их в Техас, как только правительство Техаса одобрит его присоединение. Война с Мексикой казалась тогда маловероятной, но на всякий случай отряд Тейлора решено было усилить частями из других департаментов. В этом приказе Тейлор был назван «Командиром Оккупационной армии в Техасе».
Тейлор сконцентрировал в Новом Орлеане 3-й и 4-й пехотный полки, около 1500 человек. 4 июля 1845 года Техасский конвент признал присоединение к Соединённым Штатам, а 7 июля разрешил армии США войти в Техас и встать на его границе с Мексикой. Тейлор переправил свой отряд по морю на остров Сан-Хосе, и сам прибыл туда 25 июля. Он создал на острове основной склад, а армию переправил в портовый городок Корпус-Кристи, который находился на западном берегу реки Нуэсес. Так как начали поступать слухи о концентрации мексиканской армии у Матамороса, Тейлор решил не разбрасывать свой отряд по отдельным гарнизонам, а держать его в одном месте на случай мексиканского нападения. Отчёт Тейлора от 28 июля прибыл в Вашингтон 11 августа и до конца месяца от него не приходило новых донесений, отчего возникли слухи, что мексиканцы уничтожили весь его отряд в Корпус-Кристи.
В конце августа Тейлор сообщил в Вашингтон, что обстановка спокойная, слухи о прибытии мексиканской армии не оправдались, и поэтому просил не посылать ему больше войск, предполагая в случае необходимости привлечь местное техасское ополчение. На 15 октября его отряд насчитывал 3733 человека, а после прибытия последних частей должен был насчитывать 3860 человек. Эта армия была разделена на три бригады под командованием генерала Уорта, подполковника Макинтоша и полковника Уистлера. В том же месяце он получил информацию, что Мексика не готовится к войне и, вероятно, скоро всё закончится мирным договором.

### Переговоры о мире
Мексиканское правительство выразило недовольство, что присоединением её «мятежной провинции» Соединённые Штаты вмешались во внутренние дела Мексики и необоснованно завладели её территорией. Ведущие европейские державы во главе с Великобританией и Францией признавали независимость Техаса и неоднократно пытались отговорить Мексику от объявления войны. Усилия британских посредников оказались бесплодны, так как между Британией и США также имелась напряженность по ряду вопросов (в частности, в отношении границ Орегона и Канады, которая тогда являлась британским владением).
Правительство президента Полка стремилось развязать войну с Мексикой. Предлогом стал вопрос о границе Техаса. Мексика, которая никогда не признавала независимость Техаса, объявила границей между Техасом и Мексикой реку Нуэсес, лежащую примерно в 150 милях к востоку от Рио-Гранде. США, однако, ссылаясь на Веласкский договор, объявили границей Техаса саму реку Рио-Гранде. Мексика аргументировала свою позицию тем, что договор был подписан генералом Санта-Анной в 1836 году под принуждением, когда он находился в плену у техасцев, и поэтому был недействителен. Более того, мексиканцы утверждали, что Санта-Анна не имел полномочий вести переговоры или подписывать соглашения (действительно, договор так и не был ратифицирован мексиканским правительством).
В ноябре послом в Мексику был направлен Джон Слайделл. Он должен был объявить мексиканскому правительству о претензиях граждан США, которым был нанесён ущерб во время мексиканских переворотов. Сумма претензий равнялась примерно 6 млн долл. В случае невозможности оплатить эту сумму, Слайделл должен был потребовать передачи США Калифорнии и Новой Мексики. За первую США предлагали 25 млн долл., за вторую — 5 млн долл., причём эта сумма включала оплату претензий, которую США брали на себя. Спорные территории между Нуэсес и Рио-Гранде должны были отойти Техасу.
Между тем в Мексике росло возмущение политикой США. В этих условиях правительство страны, состоявшее из партии умеренных либералов — модерадос, возглавляемое Хосе Хоакином де Эррерой, не решилось принять Слайделла. Более того, мексиканскому правительству было трудно вести переговоры с американским послом из-за крайней внутриполитической нестабильности в стране: в 1846 году только президент страны менялся четыре раза, министр обороны — 6 раз, а министр финансов — целых 16 раз.
Историк Мигель Сото так описывает атмосферу того времени:

Мексиканское общественное мнение и всё разнообразие политических группировок, которые стремились к власти или действительно имели власть в то время, охотно или неохотно разделяли провоенную позицию. Любой, кто пытался избежать открытого конфликта с США, считался изменником. Именно так было в случае с президентом Хосе Хоакином де Эррера. По крайней мере, одно время он серьёзно рассматривал приём американского особого посланника Джона Слайдела, с тем чтобы спокойно обсудить проблему присоединения Техаса. Но как только он принял такую позицию, он был обвинён в желании передать часть государственной территории. Он был обвинён в измене и свергнут.
Оригинальный текст (англ.)Mexican public opinion and all the various political factions that aspired to or that actually shared in power at that time, had to—willingly or unwillingly—participate in a very hawkish attitude toward the war. Anyone who tried to avoid open conflict with the United States was treated as a traitor. That was precisely the case of President José Joaquin de Herrera. At one time he, at least, seriously considered receiving the American special envoy, John Slidell, in order to negotiate the problem of Texas annexation peacefully. But as soon as he assumed that position, the president was accused of favoring the handing over of a part of national territory; he was accused of treason and was overthrown.

Военные оппоненты президента Эрреры рассматривали само присутствие Слайделла в Мехико как национальное оскорбление. После того, как к власти пришло более националистическое правительство консерваторов во главе с генералом Мариано Паредес-и-Аррильягой, оно вновь открыто подтвердило претензии на Техас. 12 января Вашингтон получил сообщение Слайделла о том, что правительство Эрреры отказало ему во встрече.

### Начало военных действий
13 января 1846 года Тейлору было приказано подойти к реке Рио-Гранде и занять любую позицию, которая покажется ему наиболее выгодной. Ему было велено не относиться к мексиканцам как в врагам вплоть до объявления войны или начала Мексикой боевых действий. Ему было так же приказано не настаивать на свободной навигации по Рио-Гранде, чтобы не провоцировать конфликт. Тейлор получил этот приказ 3 февраля и уже 6 февраля приказал армии быть готовой к маршу. Однако, только к 24 февраля он выяснил, где находится Рио-Гранде и как туда идти. 8 марта его кавалерия выступила из лагеря, а пехотные бригады следовали за ней с интервалом в один день. 20 марта армия Тейлора вышла к лагуне Аройо-Колорадо, где генерал Мехия рассчитывал дать сражение. Тейлрор приготовился к бою, но Мехия отступил. 23 марта армия Тейлора вышла на дорогу Матаморос-Порт-Исабель. Здесь Тейлор поручил Уорту идти к Матаморосу, а сам отправился в Порт-Исабель, где встретил свои транспорты, приказал возвести укрепления, а затем, 27 марта, вернулся к армии, которая стояла уже в 10 милях от Мтамороса.
С этого момента начались долгие переговоры между Тейлором и мексиканскими генералами. Тейлор настаивал на том, что его марш имеет мирные намерения, и предлагал Мехии принять меры по поддержанию мира на границе, пока правительства ведут переговоры, а Мехия утверждал, что наступление Тейлора является фактически актом военных действий. 7 апреля Тейлор начал строить укрепление, позже известное, как форт Браун, на берегу Рио-Гранде. 11 апреля в Матаморос прибыл генерал Ампудья,  который принял командование всеми войсками в городе. На следующий же день он велел Тейлору отступить за реку Нуэсес, и одновременно изгнал из города всех американцев. В ответ Тейлор велел флоту заблокировать реку Рио-Гранде. О полагал, что без снабжения по воде мексиканская армия не сможет долго находиться в Матаморосе. Ампудья высказал своё недовольство, на что Тейлор ответил, что блокада «естественное следствие военных действий, на существовании которых мексиканское правительство так настаивает». 
Некоторые американские офицеры считали наступление Тейлора несправедливым по отношению к Мексике. Подполковник Этан Хитчкок полагал, что Нуэсес — настоящая граница Мексики. «США здесь агрессоры, — записал он в дневнике в те дни, — у нас нет ни капли права находится здесь».
24 апреля в Матаморос прибыл генерал Мариано Ариста и возглавил армию. 26 апреля на левом берегу Рио-Гранде произошло столкновение мексиканской кавалерии с небольшим отрядом американских драгун, в результате которого погибло 16 американских солдат и один офицер. Впоследствии эту стычку назвали Инцидентом Торнтона — по имени американского офицера, который командовал патрулём.
3 мая мексиканская артиллерия в Матаморосе открыла огонь по форту Браун, который ответил огнём своих орудий. Обстрел продолжался пять дней и усилился, когда мексиканские войска постепенно окружили форт. Двое американских солдат были убиты во время обстрела, включая Джейкоба Брауна, в честь которого позднее был назван форт.
8 мая для оказания помощи форту прибыл Закари Тейлор с войском в 2400 человек. Однако Ариста устремился на север и остановил его отрядом 3400 человек в битве при Пало-Альто. Американцы применили новую тактику использования мобильной артиллерии, названную «летучая артиллерия», использовав в бою лёгкие орудия на конной тяге с артиллеристами, также сидящими на лошадях. Мексиканцы отвечали мелкими кавалерийскими стычками и своей собственной артиллерией. Американская летучая артиллерия отчасти деморализовала мексиканскую сторону, почувствовавшую необходимость найти местность, которая дала бы ей преимущество. Ночью мексиканцы отступили на дальнюю сторону сухого русла, которое создавало естественное препятствие для противника. Эту позицию мексиканцам было легче оборонять, но при этом они рассредоточили свои силы, так что координация действий между ними затруднилась.
На следующий день стороны сошлись в рукопашной схватке в сражении при Ресака-де-ла-Пальма. Американским кавалеристам удалось захватить мексиканскую артиллерию, что вынудило мексиканцев к отступлению, превратившемуся в беспорядочное бегство. Ввиду особенностей местности и рассредоточенности войск, Ариста не смог объединить свои силы. Мексиканцы понесли тяжёлые потери и были вынуждены оставить свою артиллерию и обозы. Форт Браун причинил им ещё больший урон, когда отступавшие войска проходили мимо него, переправляясь через реку Рио-Гранде, в которой утонули многие мексиканские солдаты.

### Объявление войны
После дела Торнтона президент Полк, первоначально намеревавшийся обосновать войну финансовыми претензиями, получил для этой цели новый повод. Сообщение Конгрессу от 11 мая 1846 года гласило, что Мексика «вторглась на нашу территорию и пролила американскую кровь на американской земле». Объединённое заседание конгресса подавляющим большинством одобрило объявление войны. Демократы единодушно поддерживали военные действия. 67 представителей партии вигов голосовали против войны при обсуждении поправок, но в последнем чтении против были только 14 из них.
13 мая США объявили войну. Стратегия американцев сводилась к тому, чтобы захватить основные позиции на мексиканской границе и заставить Мексику заключить мир на выгодных для США условиях. Тейлору было приказано пересечь Рио-Гранде и занять северо-восточную часть Мексики. В случае отказа Мексики, Тейлор должен был выступить на юг и угрожать Мехико.
Партия вигов как на севере, так и на юге, в основном, была против войны, тогда как Демократическая партия главным образом поддерживала войну. Виг Авраам Линкольн оспаривал основания для объявления войны и требовал указать точное место, на котором Торнтон был атакован, и где именно пролилась американская кровь. Современники иногда называли эту войну войной мистера Полка.

Эта война необъяснима. Мы обвиняем президента в разжигании войны… в захвате страны… которая существовала в течение столетий и была тогда во владении мексиканцев… Дайте нам возможность остановить это вожделение господства. Небеса знают, у нас было достаточно земель.
Оригинальный текст (англ.)This war is a nondescript. We charge the President with usurping the war-making power… with seizing a country… which had been for centuries, and was then in the possession of the Mexicans… Let us put a check upon this lust of dominion. We had territory enough, Heaven knew.
— Сенатор виг от Джорджии Роберт Тумбс

## Силы сторон
К моменту начала конфликта с Мексикой регулярная армия США состояла из 8 пехотных полков, 4 артиллерийских и 2 драгунских. Сильной стороной американской армии был квалифицированный офицерский состав, многие из которых к тому же имели военный опыт, полученный в боях с индейскими племенами. Она должна была иметь размер 8 613 человек, но ради экономии средств размер рот был уменьшен, что на бумаге давало численность, по различным данным, от 7 200 до 7 883 человек, но фактически в строю находилось 5 300 человек. Артиллерийские полки предполагалось использовать для обслуживания артиллерии фортов, но они были вооружены и обучены как пехота, и фактически использовались как пехота, но каждый полк имел одну артиллерийскую батарею. Пехота и кавалерия были обучены по французской системе и были в хорошем состоянии. При армии находились 45 военных инженеров, несколько топографов и небольшая медицинская служба. Основная часть этой армии находилась в форте Джесап на границе Луизианы: в июне 1845 года там стоял 3-й пехотный полк, 8 рот 4-го пехотного и 7 рот 2-го драгунского.
3-й пехотный полк в начале войны насчитывал 40 офицеров и 471 рядового. Фактически в строю находились 22 офицера, 64 сержанта и капрала, 18 музыкантов и 262 рядовых. Остальные числились больными, в отпуске и под арестом. Фактически в роте было 26 рядовых вместо положенных 46.
Когда в апреле 1846 года начались боевые действия, Конгресс США проголосовал (13 мая) за билль, который давал право президенту набрать не более 50 000 добровольцев сроком на 12 месяцев, и потратить на военные приготовления сумму не более 10 миллионов долларов. Другим актом было разрешено увеличить роты регулярной армии с 64 до 100 человек (но не более), что увеличивало численность регулярной армии до 15 540 человек. 15 и 19 мая были сформированы роты сапёров, минёров, понтонёров и конных стрелков, которых сначала предполагалось использовать для охраны Орегонского пути.
В начале войны американские пехотинцы были в основном вооружены гладкоствольными кремнёвыми мушкетами французского образца калибра .69(17,5 мм). Лишь некоторые части и отдельные добровольцы, например, Миссисипский винтовочный полк, имели нарезное оружие.
Американская артиллерия использовала 12-фунтовые и 6-фунтовые орудия образца 1841 года, а некоторые артиллерийские роты были превращены в конные батареи повышенной манёвренности.
В 1845 году Мексика имела сложную военную организацию. Страна была поделена на 6 военных округов, во главе которых стояли генералы. Армию возглавлял генеральный штаб (Plana Mayor), где основную работу выполняли военные инженеры, часть которых была очень профессиональна, но часть не обладала должной квалификацией, поскольку была политическими выдвиженцами. Артиллерия на бумаге состояла из 14-ти батарей, сведённых в 4 бригады. Многие орудия были устаревших образцов, хотя значительная часть орудий не уступала американским. Однако мексиканцы использовали устаревшую систему Грибоваля, а для транспортировки орудий, в отличие от американской армии, использовали волов и быков, что делало передвижения мексиканской артиллерии весьма медленными. Их погонщики нанимались из гражданских лиц и были незнакомы с военной тактикой, по этой причине манёвры мексиканской артиллерии на поле боя были практически невозможны.
Мексиканская регулярная армия (permanentes) состояла из трёх лёгких (Ligero) и 12 линейных полков, а также имелось 25 действующих батальонов (Activo), которые задумывались как резерв на особый случай, но фактически действовали постоянно. Все эти подразделения были раздроблены на отдельные подразделения и разбросаны по всей территории страны, что плохо влияло на их обучение и чувство единения внутри полков. Пехота была вооружена кремнёвыми мушкетами, в основном британского производства (Brown Bess). Мексиканцы обычно вели огонь неприцельно от бедра, и обычно использовали слишком большие заряды пороха, из-за чего ружья обычно давали перелёт. Мексиканская кавалерия состояла из 10 регулярных, 5 действующих полков, и множества мелких подразделений. Также кавалерия включала около 50 рот пограничной стражи (Presidial), как правило, очень плохо обученной. Кавалерия имела на вооружении саблю и дробовик (escopeta), или же пику вместо сабли. К общему числу можно отнести также 3000 человек береговой стражи, которая использовалась только для охраны портов. Всего к 1845 году мексиканская армия насчитывала 32 000 человек (из них 19 000 регулярной армии и 10 500 активос.).
| Образцы формы мексиканских солдат 1845—1848                            |
| ---------------------------------------------------------------------- |
| - Солдат пехоты - Драгун (улан) - летняя форма - летняя форма - офицер |

## Калифорнийская кампания
Ещё в 1845 году, когда начался конфликт с Мексикой из-за Техаса, президент Полк опасался, что Мексика передаст Калифорнию какой-нибудь третьей стране, чтобы та не досталась США. Однако, он не хотел воевать за Калифорнию. В то время все были уверены, что наплыв американских мигрантов в Калифорнию неизбежно приведёт к её мирному присоединению.  Томас Ларкин, консул США в Калифорнии, полагал, что это случится к 1848 году. Помехой могло быть только иностранное вмешательство. 17 октября 1845 года Ларкин получил инструкции, где говорилось, что он должен внимательно следить за попытками вмешательства, «и хотя президент не намерен склонять Калифорнию к присоединению к Союзу, однако, если население пожелает объединить свою судьбу в нашей, то к ним следует отнестись, как к братьям». В тот же день коммодор Джон Слоат, командир тихоокеанской эскадры, был направлен к Калифорнию для помощи Ларкину. Ещё в июне 1845 года Слоату было приказано избегать любых действий, которые могут быть восприняты как агрессия, но когда он совершенно точно узнает, что Мексика объявила войну, он должен занять Сан-Франциско и остальные порты на его усмотрение. Следуя этому приказу Слоан в ноябре отправился в Масатлан.
В Калифорнии с декабря 1845 года с разрешения мексиканских властей под предлогом картографической экспедиции находился капитан Джон Фримонт. Его отряд состоял из 62 тяжеловооружённых исследователей и маунтинменов и нескольких индейцев делаваров. В следующем месяце они добрались до Форта Саттера. Фримонт подстрекал американских поселенцев к организации восстания в случае войны. 14 июня 1846 года, ещё не зная о том, что объявлена война, американские поселенцы захватили прибрежный город Соному и арестовали именитых горожан; была провозглашена Калифорнийская республика. 11 дней спустя в Соному прибыл Джон Фримонт и возглавил так называемый «Калифорнийский батальон».
Тем временем американский флот приступил к захвату портов на калифорнийском побережье. 7 июля был оккупирован Монтерей. 9 июля флот США занял Сан-Франциско. 15 июля Слоут передал командование коммодору Роберту Стоктону. В начале августа США захватили Сан-Педро. 13 августа американский десант с помощью отряда Фримонта захватил столицу Калифорнии Лос-Анджелес. Далее американцы захватили порты Санта-Барбара и Сан-Диего. 17 августа Калифорния была присоединена к США.
Но 23 сентября в Лос-Анджелесе началось антиамериканское восстание под руководством Хосе Мария Флореса. 29 сентября американский гарнизон под командованием Арчибальда Гиллеспи капитулировал. Американцам предписывалось покинуть город, однако им разрешалось оставить при себе оружие. Несколько дней спустя они погрузились на торговое судно США «Вандалия».
Узнав о восстании мексиканского населения, Стоктон отправил в Сан-Педро корабль «Саванна» с отрядом капитана Уильяма Мервина. 6 октября Мервин высадился в Сан-Педро, застав там «Вандалию». На следующий день отряд из 285 американцев выступил на Лос-Анджелес. 8 октября 1846 года в стычке, известной как «Битва за ранчо Домингеса», калифорнийцы под предводительством Хосе Антонио Каррильо встретили их огнём из четырёхфунтовой пушки. Понимая, что без артиллерийской поддержки пытаться захватить город было бы безрассудно, американцы отступили к Сан-Педро. Во время перестрелки пушечными осколками были ранены 10 человек из отряда Мервина, 4 из которых скончались.
25 октября в Сан-Педро высадился Стоктон. Он встал лагерем в Сан-Диего. Из Монтерея к Лос-Анджелесу устремился отряд Фримонта из 300 человек. Стратегия Флореса, располагавшего 400 человек и 40 артиллерийскими орудиями, заключалась в том, чтобы сдерживать эти две группы отрядами по 100 человек, в то время как основная часть повстанческих сил оставалась в городе.
В это время в штатах, захваченных американцами, развернулась партизанская борьба. К концу ноября 1846 года почти вся Калифорния находилась в руках мексиканских патриотов, интервенты удерживались только в нескольких портах. 2 декабря войска генерала Кирни дошли до Калифорнии. Ещё в начале октября, получив от Стоктона известия об установлении в Калифорнии американского господства, он отправил бо́льшую часть своей армии обратно в Санта-Фе. 4 декабря к Карни присоединился небольшой отряд Гиллеспи. 6 декабря объединённые силы американцев атаковали близ поселения Сан-Паскуаль отряд калифорнийцев под командованием Андреса Пико. В сражении при Сан-Паскуаль американцы потеряли 18 человек убитыми и 13, в число которых входили Кирни и Гиллеспи, — ранеными из примерно 150 человек, участвовавших в сражении. Мексиканцы, имея около 75 человек, потеряли 12 человек ранеными и один мексиканец был захвачен в плен. После стычки с партизанами Кирни и Стоктон объединили свои войска и, получив таким образом около 600 человек, направили их на важную базу партизан — Лос-Анджелес. 8—9 января 1847 года они одержали победу в сражении у реки Сан-Габриэль и 10 января вошли в город.

## Кампания в Нью-Мексико
Мексиканскую провинцию Санта-Фе-де-Нуэво-Мехико в то время населяли примерно 100 000 человек, её столицей был город Санть Фе, а основой экономики — торговля по Тропе Санта-Фе. Население было так недовольно политикой властей, что ещё в 1846 году были опасения, что оно присоединиться к Техасской революции. Губернатор Мануэль Армихобыл непопулярен в народе, и сам подумывал о прекращении своей провинции в независимое государство. Когда пошли слухи о  скором начале войны, американские торговцы стали настаивать на военной экспедиции в Санта-Фе для охраны караванной торговли и поддержки возможного восстания. Поход на Санта-Фе рассматривался как одна из первых военных мер. Президент Полк надеялся занять провинцию мирно и без вреда для караванной торговли.
13 мая 1846 года губернатор Миссури получил приказ сформировать восемь кавалерийских рот и поручить их полковнику Стивену Карни. В форте Ливенворт было собрано примерно 1600 человек, в их числе 1-й Миссурийский кавполк полковника Александра Донифана. 5 июня отряд Карни, известный как Западная армия, начал по частям выдвигаться на Санта-Фе. До 1 августа Карни простоял у форта Бент, а затем перешёл реку Арканзас и 15 августа занял городок Лас-Вегас. К этому времени армия была уже утомлена маршем, а Санта-Фе, как выяснилось,  готовился к обороне. Амихо действительно собрал небольшую армию, но осознал бессмысленность всех попыток и покинул Санта-Фе. 18 августа армия Карни без боя вошла в город.
22 августа был издан указ, объявляющий всю территорию Новой Мексики частью США. Далее 25 сентября Карни с отрядом 300 драгун двинулся к Тихому океану. Также из Новой Мексики должны были выступить войска полковника Александра Донифана, которые планировалось соединить в Чиуауа с войсками генерала Джона Вула. Однако из-за проблем с индейскими племенами он вынужден был задержаться до декабря.
14 января в Нью-Мексико началось так называемое Таосское восстание. 20 января главные силы повстанцев выступили на Санта-Фе. Недалеко от города произошло сражение между партизанами и американцами, в результате которого первым пришлось отступить. 3 февраля 1847 года объединённые силы США осадили главную ставку партизан Пуэбла-де-Таос, где укрылось 600—700 человек. На третий день селение было захвачено, партизаны потеряли 152 человека, американцы — 54.

## Северомексиканская кампания

### Наступление на Монтеррей
18 мая 1846 года Тейлор захватил Матаморос, подвергнув его артиллерийскому обстрелу. В начале июля из Матамороса Тейлор направился к Монтеррею (штат Нуэво-Леон), от которого шла главная дорога на столицу. По пути он оккупировал ряд городов: Рейнос, Камарго, Серальво и др.
В это время, произведя переворот, к власти в Мексике пришли пурос — крайние либералы. Они восстановили конституцию 1824 года и вернули из изгнания на Кубе Антонио Лопеса де Санта-Анну, которого многие считали самым способным из мексиканских генералов и за которым сохранялась репутация успешного полководца войны за независимость.
Однако Санта-Анна также провёл с американским президентом секретные переговоры о территориальных уступках. В обмен на беспрепятственное прохождение через американскую морскую блокаду и 30 млн долларов он обещал уступить американцам земли, на которые они претендовали. Хотя некоторые историки отрицают предательство Санта-Анны, на это указывает анализ его дальнейшего поведения, которое во многих случаях носит предательский характер. Мексиканцы созвали либеральный конгресс, который, не подозревая об этих тайных переговорах, назначил его исполняющим обязанности президента, вице-президентом стал Гомес Фариас.
16 августа Санта-Анна высадился в Веракрусе, а 14 сентября въехал в столицу. Вступив в должность командующего армией, Санта-Анна выступил в сентябре на Сан-Луис-Потоси, откуда он собирался направиться навстречу армии Тейлора.
20 сентября американская армия из 6670 человек осадила Монтеррей, который защищала 7-тысячная армия генерала Педро де Ампудья.
Битва за Монтеррей была весьма кровопролитной, обе стороны понесли в ней серьёзные потери. Американская лёгкая артиллерия оказалась неэффективна против каменных укреплений города. Мексиканские войска под командованием генерала Ампудьи и батальон Святого Патрика (ирландцы-католики, покинувшие американскую армию и примкнувшие к мексиканцам) сильно осложнили жизнь американским солдатам. Однако пехотное подразделение и техасские рейнджеры захватили четыре холма к западу от города и с ними тяжёлое орудие. Это придало американцам силы для штурма города в направлении с запада и востока. Оказавшись в городе, американцы захватывали дом за домом: каждый зачищался посредством зажигательных снарядов, которые использовались в качестве примитивных гранат. Чтобы не попасть под обстрел мексиканцев, солдаты Тейлора передвигались, пробивая стены домов.
Осада длилась четыре дня, в один из которых американцы потеряли 400 человек, в том числе одного генерала и 33 офицера. Когда у мексиканцев кончились боеприпасы, Ампудья капитулировал. Однако Тейлор, армия которого тоже была истощена, согласился на то, чтобы мексиканская армия покинула город, забрав знамёна и оружие.
В Монтеррее, по воспоминаниям участника событий лейтенанта Макклеллана, американцы творили различного рода бесчинства: забирали зерно, скот, расстреливали протестующих против этого крестьян. Часть города американцы сожгли и разрушили.
16 ноября Тейлор занял Сальтильо, главный город штата Коауила.
В ходе Северомексиканской кампании американской армии удалось взять под контроль значительные территории, но несмотря на поражения, Мексика не шла на переговоры, а президент Санта-Анна и мексиканская пресса были настроены на продолжение войны. США столкнулись с перспективой ведения войны неопределенной длительности и напряжённости. Становилось понятно, что предстоят большие расходы и человеческие жертвы, и многие сомневались, что у страны хватит экономических и человеческих ресурсов для такой войны. И в правительстве, и в прессе осознавали необходимость решительного наступления, но было очевидно, что наступление с севера, с реки Рио-Гранде на Мехико, через 800 миль степей и пустынь не представляется возможным. На достаточно раннем этапе возникла идея десанта у Веракруса или у Тампико. К концу августа президент Полк всё же решил атаковать именно Веракрус. Две недели администрация президента разрабатывала планы, и в итоге 22 октября генералу Тейлору было приказано приостановить операции в северной Мексике.

### Поход Вула
В конце сентября для захвата Чиуауа от Сан-Антонио выступила «армия центра» генерала Джона Вула. Его силы состояли из 3 тыс. человек и располагали 6 орудиями. Однако, узнав, что в Сан-Луис-Потоси Санта-Анна собирает большие силы, с которыми планирует атаковать Тейлора, Вул решил занять пункт, где бы он мог соединиться с Тейлором. Он занял Монклову и в начале декабря выступил на Паррас-де-ла-Фуэнте, а две недели спустя пошёл на соединение с главными силами американской армии.
В августе и октябре американцы предприняли две неудачные попытки захватить порт Альварадо. 10 ноября эскадра коммодора Мэтью Перри заняла один из крупнейших мексиканских портов на берегу Мексиканского залива — Тампико. Хотя порт защищался гарнизоном из 4 тыс. человек, тремя военными кораблями и был оснащён 25 артиллерийскими орудиями, Санта-Анна приказал солдатам покинуть город. Гарнизон под командованием генерала Парроди отступил, предварительно разрушив укрепления и затопив оружие и боеприпасы.

### Сражение при Буэна-Висте
Генерал Антонио Лопес де Санта-Анна ещё летом 1846 года вернулся из изгнания в Мексику, принял командование армией и отправился в северную Мексику. Уже покинув Мехико, он узнал о падении Монтеррея. 14 октября он прибыл в Сан-Луис-де-Потоси, отстранил от командования генерала Ампудью и начал набирать армию. В середине января 1846 года в его руки попало письмо Скотта генералу Тейлору от 3 января, из которого Санта-Анна узнал, что основная часть армии Тейлора уходит к Веракрусу и остаётся лишь небольшой отряд волонтёров. Тейлор оказался далеко от резервов, среди враждебного населения, с армией, разбросанной по отдельным позициям, и Санта-Анна решил, что ему выпал удачный шанс, ради которого стоит рискнуть опасным маршем через пустыню.
В конце января 1847 года главнокомандующий мексиканской армией Санта-Анна двинулся на север навстречу Тейлору, стоявшему с 6 тыс. человек в 18 милях от Сальтильо. Узнав о приближении Санта-Анны, Тейлор отступил на десять миль и занял выгодную позицию у асьенды Буэна-Виста. Армия Санта-Анны, согласно его оценкам, насчитывала 18 133 человека, но во время похода, в результате болезней и дезертирства, она уменьшилась на тысячу человек. К моменту сражения солдаты Санта-Анны, преодолевшие 200 миль по безводной пустыне, несколько дней были без воды и провианта, а лошади без фуража.
Сражение при Буэна-Виста произошло 22—23 февраля 1847 года в узком горном проходе на дороге из Сан-Луис-Потоси в Сальтильо. В первый день мексиканцы обошли противника с левого фланга, а их кавалерия сумела проникнуть глубоко во вражеский тыл. К 9 часам утра 23 февраля левое крыло Тейлора было разбито, а американские войска стали отходить к Буэна-Виста, некоторые части отошли к Сальтильо. Положение Тейлора было угрожающим, но подошедшее из Сальтильо подкрепление позволило американцам вернуть утраченные позиции. Американская артиллерия наносила противнику серьёзный урон, однако к четырём часам мексиканцам удалось захватить несколько пушек и три знамени. Но в восемь часов вечера Санта-Анна неожиданно отступил к Сан-Луис-Потоси, позже он объяснит это решение нехваткой боеприпасов. Потери армии Тейлора составили убитыми, ранеными и пропавшими без вести 723 человека. По американским данным мексиканцы потеряли свыше 1500 человек убитыми и ранеными. Мексиканцы отступили в беспорядке, по дороге их солдаты умирали от голода и болезней.

### Поход Донифана
25 декабря 1846 года у Браситос (штат Чиуауа) произошло столкновение американского отряда под командованием полковника Донифана численностью 856 человек и мексиканской национальной гвардии из 4 тыс. человек. Американцы потеряли 43 человека убитыми и 150 ранеными.
В феврале 1847 года отряд Донифана двинулся на Чиуауа. 28 февраля в горном проходе Сакраменто его встретили 2000 человек мексиканской национальной гвардии. Произошло сражение на реке Сакраменто, после которого мексиканцы отступили в горы. Но долго продержаться в Чиуауа Донифан не смог и в апреле двинулся на соединение с Тейлором.

### Восстание в Мехико
В марте в Мексике поднялось восстание против правительства пурос, вызванное его решением продать часть церковной собственности для извлечения средств на ведение войны (законопроект был утверждён 10 января 1847 года). Получив известие о начале гражданской войны, Санта-Анна, бросив бо́льшую часть армии, поспешил в столицу. Борьбу с мятежом возглавил Гомес Фариас, но после возвращения Санта-Анны, вставшего на сторону повстанцев (духовенство и помещики обещали ему 2 млн песо), Фариас был изгнан, а его правительство разогнано. Новое правительство состояло из модерадос. Санта-Анна получал диктаторские полномочия.

## Кампания Скотта
Хотя в ходе успешных кампаний в северной Мексике американской армии удалось взять под контроль значительную часть страны, расчёт американского правительства на короткую войну не оправдался. Несмотря на множество поражений, Мексика не шла на переговоры, президент А. Санта-Анна и мексиканская пресса были настроены на продолжение войны. Но для американского правительства затяжная война была нежелательна, поскольку она для него создавала ряд сложных проблем, включая финансирование войны и ограниченный срок службы добровольцев. Чтобы не завязнуть в сражениях по всей территории Мексики и закончить войну решительным ударом, осенью 1846 года руководство США пришло к выводу о необходимости захватить столицу страны, чтобы заставить мексиканцев подписать мирный договор на американских условиях. Ввиду того, что путь на Мехико с севера лежал через безводные степи, американцы решили произвести высадку в Веракрусе, откуда на столицу дорога была намного короче.
Назначение нового главнокомандующего представляло определенные затруднения для руководства США. Поскольку принадлежавший к партии вигов и одержавший несколько побед Тейлор стал опасным соперником демократической партии в будущих президентских выборах, его кандидатура в качестве главнокомандующего новой кампании была отклонена. Президент хотел видеть в этой роли полковника Томаса Бентона, но конгресс отклонил это предложение, и в итоге главнокомандующим был назначен генерал-майор Уинфилд Скотт.
В марте 1847 года Скотт с 13-тысячной армией перебазировался в гавань Антонио Лисардо.

### Осада Веракруса
9 марта началась высадка американского десанта в трёх милях к югу от Веракруса. Армия Скотта имела 162 военных и десантных судна и мощную артиллерию из 40—50 орудий. Гарнизон города состоял из 4320 плохо вооружённых людей. Скотт произвёл первое в истории США крупное десантирование при подготовке к осаде Веракруса. Отряд из 12 тыс. добровольцев и солдат успешно выгрузил припасы, оружие и лошадей недалеко от городских стен.
В отряде Скотта в составе инженерного корпуса находились капитан Роберт Ли, первый лейтенант Джордж Мид, второй лейтенант Джордж Макклелан, первый лейтенант Пьер Борегар и Густавус Смит. Мортиры и корабельная артиллерия (коммодор Мэттью Пэрри) использовались для разрушения городских стен и психологического воздействия на защитников. Город отвечал, как мог, своей собственной артиллерией. 29 марта, после сильной бомбардировки, Веракрус был вынужден капитулировать. Американцы потеряли 80 человек, тогда как мексиканцы — около 180 человек убитыми и ранеными, половину из которых составляло гражданское население. Во время осады американцы начали умирать от жёлтой лихорадки.

### Поход на Мехико
Далее Скотт двинулся на столицу. 17—18 апреля на пути к Мехико, в ущелье Серро-Гордо произошло сражение, в котором сошлись 12 тысяч мексиканских солдат под началом Санта-Анны с 9-тысячной американской армией. Захват высоты Серро-Гордо, на которой американцам удалось установить батарею гаубиц, решил исход сражения. Мексиканцы потеряли 1000—1200 человек убитыми и ранеными, 3 тыс. попало в плен, в том числе 5 генералов. Потери США составили 431 человек.
22 апреля авангард американской армии под командованием генерала Уорта занял город Пероте, захватив большое количество оружия. 15 мая армия Уорта, насчитывавшая 4200 человек, вступила в клерикальный город Пуэблу. Город был сдан без сопротивления, а американские войска были благосклонно встречены духовенством, оппозиционно настроенным к находившимся у власти либералам.
В июне — июле состоялись переговоры между представителями Санта-Анны и американского правительства. Санта-Анна предлагал заключить мир с условием выплаты ему 1 млн песо. Также Санта-Анна предложил президенту Полку начать новые военные действия с целью запугивания мексиканцев и склонения общественного мнения в пользу договора о мире.
Скотт простоял в Пуэбле до августа, ожидая подкреплений. Только 7 августа прибыл Франклин Пирс с отрядом в 2 500 человек и теперь в распоряжении Скотта было 10 738 человек. В тот же день Скотт выступил на Мехико, перешёл горы и 11 августа вошёл в Айотлу, где разместил свой штаб. До Мехико оставалось 31 километр. На пути к мексиканской столице находилась укреплённая высота Пеньон, поэтому Скотт решил идти в обход, западнее, обойдя с юга озеро Чалко. Его целью был Сен-Августин, городок на дороге Мехико-Акапулько, до которого надо было пройти 43 километра.
17 августа американцы заняли Сан-Августин. Дорога на Мехико проходила через сильно укреплённое село Сан-Антонио, которое Скотт решил не штурмовать с фронта во избежание ненужных потерь. Его офицеры изучили местность и обнаружили, что имеется возможность проложить дорогу на запад через лавовые поля и выйти к селу Падиерна, откуда вела дорога во фланг и тыл мексиканской армии. Высоты у Падиерны оборонял генерал Валенсия, который разместил свой отряд на сильной позиции при 22 орудиях. 19 августа американская армия перешла лавовое поле, подошла к Падиерне с фронта, а в ночь на 20 августа три бригады обошли мексиканские позиции и на рассвете атаковали Валенсию с тыла. Сражение, вошедшее в историю как сражение при Контрерас, длилось всего 17 минут. Мексиканцы бежали в сторону Мехико. Около 7 утра Скотт начал марш на Сан-Антонио, но мексиканская армия оставила эту позицию и отошла к селу Чурубуско, где заняла оборону на рубеже реки Чурубуско.
В тот же день произошло кровопролитное сражение у реки Чурубуско, в котором американцы потеряли 1052 человека.
23 августа было заключено перемирие до 7 сентября и начались переговоры о мире. США требовали передать им более двух третей территории, не считая Техаса. Опасаясь всенародного восстания, мексиканское правительство отвергло этот ультиматум.
8 сентября американцы приступили к штурму укреплённого пункта Молино дель Рей, который защищало 4 тыс. человек. Численность американских войск была 3447 человек, но американцы имели вдвое больше артиллерии. В ходе сражения американцы довели численность своих войск до 5 тыс. человек. Мексиканцы потерпели в этой битве поражение, хотя американцы потеряли убитыми 787 солдат.
13 сентября армия США приступила к штурму замка Чапультепек. Американцы имели 6800 человек против 6 тыс. мексиканцев, из которых фактически в боях приняло участие только 2 тыс. человек гарнизона замка, состоявшего из пехотинцев и курсантов военного училища (при республике в Чапультепеке находилась военная академия) под командованием Николаса Браво. В боях за Чапультепек и близлежащие посты погибло 900 американцев. Всего в боях за столицу Мексики войска США потеряли убитыми 2703 человека, из них 383 офицера. Армия Скотта насчитывала теперь 6 тыс. человек.
Несмотря на то, что в его распоряжении находилось 5 тыс. пехотинцев и 4 тыс. кавалеристов, Санта-Анна решил вывести из столицы свои войска. 14 сентября американцы вошли в Мехико. Сопротивление им оказали только горожане. После захвата столицы на неё была наложена контрибуция в 150 тыс. песо, которую требовалось уплатить в месячный срок.
Однако ещё продолжалась партизанская война. 13 сентября жители Пуэблы и отряд из 600 партизан осадили американский гарнизон. В результате осады, продолжавшейся 28 дней, американцы потеряли убитыми 72 человека.
9 октября у города Хуамантлой состоялось последнее сражение войска Санта-Анны с армией США, успех в котором оказался на стороне последней. Вскоре после этого Санта-Анна бежал.
В конце ноября 1847 года оккупационная армия США насчитывала 43 059 человек. Но положение американских войск, располагавшихся в основном в столице, было непрочным из-за действий партизан.
После того как Санта-Анна сложил полномочия, власть перешла к сторонникам мира — модерадос. Временным президентом стал председатель Верховного суда Мануэль де ла Пенья-и-Пенья. Решение вопроса о мире было предоставлено мексиканскому конгрессу, который должен был собраться в Керетаро.
В США становилась популярной идея аннексии всей Мексики. Так как страна уже не имела сил сопротивляться американской армии, под угрозой возобновления военных действий большинство мексиканского конгресса приняло условия США, и 2 февраля 1848 года в местечке Гвадалупе-Идальго был подписан мирный договор.

## Партизанская война
В этот период не прекращалась партизанская война, принявшая особенно широкий размах в штате Веракрус. Там действовали десятки партизанских отрядов общей численностью 800 человек. Особенно выделялся отряд священника Доменико де Хараута. В конце мая 1847 года он, в союзе с другими партизанскими руководителями, напал на американцев, убив 102 человека и захватив 126 лошадей и четыре ящика с оружием.
В июне по дороге в Веракрус был атакован американский обоз, конвоируемый 1200 солдатами с 6 пушками. Партизаны убили много американцев и сожгли 40 повозок. В июле отряд из 3 тыс. человек на пути из Веракруса в Халапу был атакован пять раз. 6 августа из Веракруса вышла бригада из тысячи человек с двумя орудиями, сопровождавшая 64 повозки. 20 августа она прибыла в Халапу потеряв 106 человек убитыми и более 200 ранеными.
В 1847 году коммодору Перри удалось овладеть почти всеми портами южной части Мексиканского залива. Однако американский флот удерживал только побережье, так как продвижение вглубь страны осложнялось атаками партизан.

## Мирный договор
По условиям договора Гуадалупе-Идальго к США были присоединены Верхняя Калифорния, Новая Мексика и район нижней Рио-Гранде. Вместе с Техасом и территорией, приобретённой США в 1853 году, это составило более половины (55 %) всей довоенной площади Мексики. На этой территории сейчас находятся американские штаты Калифорния, Нью-Мексико, Аризона, Невада, Юта, Колорадо и часть Вайоминга. Мексика получала 15 млн долл., также американским правительством были покрыты финансовые претензии граждан США к Мексике на сумму 3 млн 250 тыс. долл. При ратификации договора в Сенате США, статья, гарантировавшая, что Соединённые Штаты призна́ют права мексиканских землевладельцев, была вычеркнута.

## Последствия
Мексика потеряла огромную территорию в более чем 500 тысяч квадратных миль (1,3 млн квадратных километров), то есть свыше половины своих земель. Проигранная война также вызвала в Мексике чувство национального единения, которое утратилось с момента окончания войны за независимость в 1821 году.
Война привела к появлению нового класса политиков в Мексике, которым удалось прервать господство Санта-Анны над Мексикой и в конечном счёте провозгласить либеральную республику в 1857 году. Одним из первых деяний республики было принятие нескольких законов, которые способствовали колонизации обширных и малонаселённых северных мексиканских штатов, чтобы, таким образом, избежать дальнейших территориальных потерь.
Аннексированные территории населяли примерно 1000 мексиканских семей в Калифорнии и 7000 семей в Нью-Мехико. Некоторые из них вернулись обратно в Мексику, а подавляющее большинство мексиканцев на территориях, отошедших к США, остались на месте и стали американскими гражданами.
За месяц до конца войны президент Полк был раскритикован Палатой представителей в поправке к резолюции. Критиковали и генерала Тейлора за «войну необязательную и неконституционно начатую президентом Соединённых Штатов». За этой критикой, в которой важную роль играл конгрессмен Авраам Линкольн, последовала тщательная проверка Конгрессом первопричин войны, включая фактические сомнения в претензиях, высказанных президентом Полком. На голосовании, следуя курсу партии, все виги поддержали поправку. Атака Линкольна испортила его политическую карьеру в Иллинойсе, где война была популярна, и Линкольн не прошёл перевыборы.
В большинстве штатов победа и приобретение новых земель породила волну патриотизма (страна также получила южную половину Орегона согласно договору 1846 года с Великобританией). Победа, казалось, осуществила веру граждан в «предназначение» их страны. В то же время виг Ральф Уолдо Эмерсон отвергал войну «как средство достижения „предназначения“ Америки», но признавал, что «большинство великих свершений в истории осуществлены постыдными средствами». Хотя виги были против войны, они сделали Закари Тейлора своим кандидатом в президенты на выборах 1848 года, превознося его армейскую исполнительность, но в то же время приглушив критику в его адрес по поводу самой войны.
В 1880-х Улисс Грант, служивший под командованием Скотта, назвал этот конфликт злонамеренной войной, которая низвела на Соединённые Штаты кару небесную в форме гражданской войны:

Южное восстание в значительной степени было прорастанием мексиканской войны. Нации, как и люди, наказываются за свои грехи. Мы получили своё наказание в самой кровопролитной и дорогостоящей войне современности.
Оригинальный текст (англ.)The Southern rebellion was largely the outgrowth of the Mexican war. Nations, like individuals, are punished for their transgressions. We got our punishment in the most sanguinary and expensive war of modern times.

## Память
- В Мехико в парке Чапультепек поставлен памятник в честь шестерых подростков-кадетов, которые сбросились с дворцовых стен, не желая сдаваться американским захватчикам в ходе битвы за замок Чапультепек 18 сентября 1847 года. Памятник является важным патриотическим местом в Мехико. 5 марта 1947 года, спустя примерно сто лет после битвы, президент США Гарри Трумен возложил венок к памятнику и почтил героев минутой молчания.
- Художественный фильм реж. Лэнса Хула «Герой-предатель» (США-Мексика-Испания, 1999 г.) посвящён ирландскому батальону Сан-Патрисио, воевавшему в составе Армии Мексики.
- В начале фильма «Людоед» (1999 г.) показана Американо-мексиканская война.
- Вторая серия сериала «Север и Юг» (1985 г.) посвящена участию главных героев в Американском вторжении в Мексику.
- Роман Томаса Майн Рида «Вольные стрелки» полностью посвящён военным действиям в Мексике.

## Комментарии
1. ↑  Непризнанное государство